# دينيس هاسترت
جون دينيس هاسترت (ولد في 2 يناير 1942) هو سياسي أمريكي سابق ومجرم مدان مثل مقاطعة إلينوي الرابعة عشرة في الكونغرس من عام 1987 إلى 2007 وشغل منصب الرئيس الحادي والخمسين لمجلس النواب الأمريكي من 1999 إلى 2007، وهو أطول رئيس جمهوري في مجلس النواب خدمة في التاريخ. بعد إدانته بجرائم مالية مرتبطة بتكرار حوادث الاعتداء على الأطفال، أصبح أعلى مسؤول منتخب في تاريخ الولايات المتحدة يقضي عقوبة السجن.
من 1965 إلى 1981، هاسترت كان مدرسا ومدربا في مدرسة يوركفيل الثانوية في يوركفيل، إلينوي. خسر في عام 1980 في مجلس النواب بولاية إلينوي، لكنه رشح مرة أخرى وفاز بمقعد في عام 1981. وقد انتخب لأول مرة في مجلس نواب الولايات المتحدة في عام 1986، وكان ينتخب كل سنتين حتى تقاعد في عام 2007. صعد هاسترت بين صفوف الجمهوريين في مجلس النواب، ليصبح نائبا لرئيس السوط في عام 1995 ورئيسا للبرلمان في عام 1999. وبصفته متحدثاً باسم مجلس النواب، أيد هاسترت سياسات إدارة جورج دبليو بوش الخارجية والمحلية. بعد أن سيطر الديمقراطيون على مجلس النواب في عام 2007 في أعقاب انتخابات 2006، رفض هاسترت السعي للحصول على منصب زعيم الأقلية، واستقال من مقعده في مجلس النواب، وأصبح من جماعات الضغط في شركة ديكشتاين شابيرو.
في 28 مايو 2015، اتُهم هاسترت بتهم فيدرالية تتعلق بهيكلة عمليات السحب المصرفي للتهرب من متطلبات الإبلاغ المصرفي وتقديم إفادات كاذبة للمحققين الفيدراليين. وقال المدعون الفيدراليون إن الأموال التي سحبها هاسترت استخدمت كأموال مقابل السكوت لإخفاء سوء السلوك الجنسي السابق من قبل هاسترت. في أكتوبر 2015، دخل هاسترت في اتفاق تفاوضي لتخفيف العقوبة مع المدعين العامين. وبموجب الاتفاقية، اعترف هاسترت بأنه مذنب في تهمة الهيكلة (جناية) ؛ تم إسقاط تهمة الإدلاء ببيانات كاذبة. في الدعاوى القضائية التي رفعت في أبريل 2016، ادعى المدعون الفيدراليون أن هاسترت قد اعتدى على ما لا يقل عن أربعة صبية لا تقل أعمارهم عن 14 سنة خلال فترة عمله كمدرب مصارعة في المدرسة الثانوية. في جلسة الحكم، اعترف هاسترت بأنه قام باعتداء جنسي على أولاد دربهم. وفي إشارة إلى هاسترت باعتباره "متحرشاً متسلسلاً بالأطفال"، أصدر قاضي اتحادي حكماً بالسجن لمدة 15 شهراً، وإطلاق سراح مشروط لمدة عامين، وغرامة قدرها 250 ألف دولار. وسُجن هاسترت في عام 2016 وأُطلق سراحه بعد 13 شهراً.